# Wettermoderator
Ein Wettermoderator oder Wetteransager ist eine Person, die in tagesaktuellen Nachrichtensendungen von Radio oder Fernsehen die Wettervorhersage moderiert. Anhand eingeblendeter Karten veranschaulichen Wettermoderatoren beim Fernsehen dem Zuschauer die Prognose für das Wetter in den kommenden Tagen. Ein Studium der Meteorologie ist keine Voraussetzung.
Für Frauen in diesem Beruf wird im Medien-Jargon häufig der Begriff Wetterfee verwendet. Diese Bezeichnung wird auch von Fernsehanstalten in der Öffentlichkeitsarbeit benutzt, beispielsweise beim MDR, beim SRF oder kabel eins. In Österreich wird auch der Begriff Wetterlady verwendet, so zum Beispiel beim ORF. Männliche Wetteransager werden mitunter scherzhaft als Wetterfrosch bezeichnet.

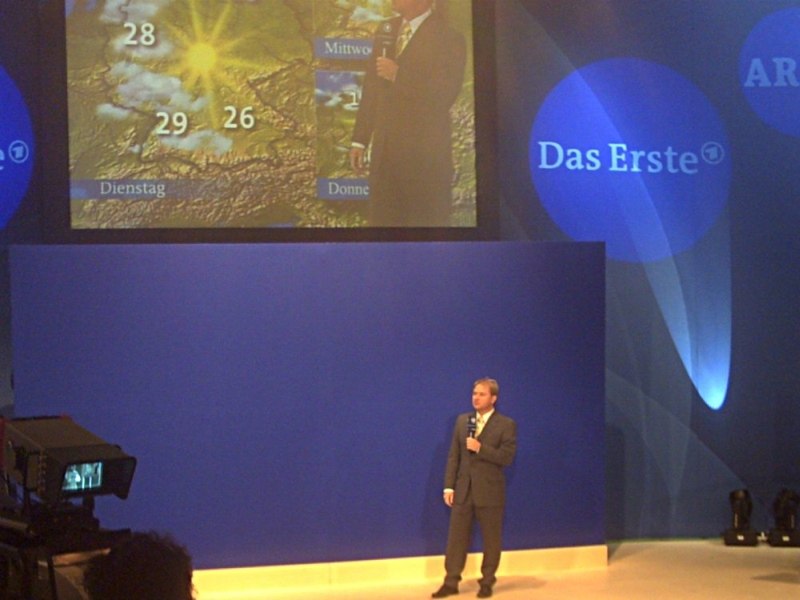
Verwendung der Bluescreen-Technik für die Kulisse bei der IFA 2005 in Berlin. Der Moderator wird vor einer leeren blauen Wand aufgenommen. Der im oberen Bildbereich sichtbare Fernseh-Wetterbericht (ARD) samt Moderator zeigt das fertige Fernsehbild für Besucher der Messehalle mittels Rückprojektion oder Frontprojektion

## Präsentationstechnik
Bei Fernsehpräsentationen moderieren Wetteransager die Wetterkarten oder Animationen, die abwechselnd eingeblendet werden. Wird dabei die Bluescreen-Technik oder Bildmischtechnik verwendet, so deuten sie dabei auf eine (für sie leere) blaue oder grüne Wand und müssen die richtigen Bewegungen des (nur für die Fernsehzuschauer eingeblendet sichtbaren) Wetterverlaufs vorher eintrainieren. Da der Blick dabei auch teilweise zu den fiktiven Wetterkarten gerichtet ist, können die Texte nicht vom Teleprompter abgelesen werden und müssen entweder von Papier abgelesen, auswendig gelernt oder frei gesprochen werden. Um dabei Versprecher zu vermeiden und die Sendungen fehlerlos zu präsentieren, werden diese Wettervorhersagen mitunter vorher aufgezeichnet und zeitgerecht eingespielt.
Menschliche Wettermoderatoren werden bei Telefonmehrwertdiensten und Mobile Apps durch Computerstimmen ersetzt, im Fernsehen auch bereits durch Roboter (erstmals Xiaoice als Roboter-Wetterfee in China).

## Trivia
2008 suchte der Sender Radio Hamburg über ein Casting mit Hörer-Beteiligung Radio Hamburgs next Wetterfee für die Morgensendung.
Weißes Licht kann als Lichtfarbmischung auch grüne Lichtanteile enthalten. Dies wurde einer Wettermoderatorin zum Verhängnis, als ihr weiß reflektierendes Kleid mit dem Bild des Green-Screens überlagert wurde und die Wetterkarte auf ihr Kleid projiziert erschien. Um derartige Fehler zu vermeiden, schreibt der Dresscode der Fernsehanstalten für Moderatoren solcher Sendungen üblicherweise vor, gering reflektierende Stoffe ohne Blau- oder Grüntöne zu verwenden (und ohne kleinteilige Muster zur Vermeidung von Moiré-Effekten).
Jährlich wird in Österreich die beste, moderierte Wetterpräsentation im europäischen Fernsehen mit dem „Internationalen Wettergipfel-Award“ ausgezeichnet.
In Italien treten Wetteransagerinnen oft wie Showgirls auf, was die Dokumentarfilmerin Lorella Zanardo als Erniedrigung dieser Frauen zu Objekten und bloßen Aufputz kritisiert: „Junge Frauen, die sich begrapschen und vorführen lassen, die als Dummchen dargestellt werden.“

## Bekannte (auch ehemalige) Wetteransager
- Deutschland:
  - Donald Bäcker
  - Karsten Brandt
  - Franz Burbach
  - Elmar Gunsch
  - Hans Haarländer
  - Sven Plöger
  - Meeno Schrader
  - Karsten Schwanke
  - Özden Terli
  - Wolfgang Thüne
  - Gunther Tiersch
  - Uwe Wesp
  - Ben Wettervogel
- Österreich:
  - Carl Michael Belcredi
  - Christian Häckl
  - Bernhard Kletter
  - Leopold Kletter
  - Heinz Reuter
  - Marcus Wadsak
- Schweiz:
  - Jörg Kachelmann
- USA:
  - David Letterman

Bekannte „Wetterfeen“ sind beispielsweise:
- Deutschland:
  - Sarah Berg
  - Maxi Biewer
  - Corinna Borau
  - Mareile Höppner
  - Katja Horneffer
  - Carola Jung
  - Andrea Kempter
  - Claudia Kleinert
  - Inge Niedek
  - Miriam Pede
  - Verena Schneider (Verena Sierra)
  - Christa Orben
  - Rita Werner
  - Charlotte Würdig
- Österreich:
  - Isabella Krassnitzer
  - Christa Kummer
- Schweiz
  - Sandra Boner
  - Tamara Sedmak
- Belgien:
  - Virginie Efira
- England:
  - Vanessa Collingridge
- Frankreich:
  - Louise Bourgoin
- Mexiko:
  - Yanet García
- USA:
  - Mary Beth Hughes